# لودفيغ ماير (أستاذ جامعي)
لودفيغ ماير (بالألمانية: Ludwig Meyer)‏ هو طبيب نفسي ألماني، ولد في 27 ديسمبر 1827 في بيلفلد في ألمانيا، وتوفي في 8 فبراير 1900 في غوتينغن في ألمانيا.